# HMS Eclipse (1894)
HMS Eclipse – krążownik pancernopokładowy, jednostka prototypowa swojego typu, zbudowany dla Royal Navy pod koniec lat 90. XIX wieku. Uczestniczył w I wojnie światowej. Przystosowany w 1916 roku do roli hulku, pełnił tę funkcję do końca wojny, a w 1921 roku został sprzedany na złom.

## Projekt i budowa
HMS „Eclipse" był pierwszym z dziewięciu zbudowanych w latach 1896-99 krążowników pancernopokładowych, nazwanych od niego typem Eclipse. Okręty te były bezpośrednim następcą krążowników typu Astraea. Miały większe rozmiary i wyporność, otrzymały silniejsze uzbrojenie i opancerzenie przy zachowaniu podobnej do poprzedników prędkości.
Stępkę okrętu położono w Portsmouth Dockyard 11 grudnia 1893 roku, a wodowanie odbyło się 19 lipca 1894.

## Dane taktyczno-techniczne
HMS „Eclipse” miał wyporność 5690 t (5600 długich ton) przy długości całkowitej 113,7 m, szerokości 16,3 m i zanurzeniu 6,25 m. Był napędzany dwoma trójcylindrowymi pionowymi maszynami parowymi potrójnego rozprężania, z których każda poruszała jedną śrubę napędową. Parę dostarczało 8 opalanych węglem kotłów. Silniki osiągały moc 8000 KM, co dawało prędkość 18,5 węzła (na próbach przy przeciążeniu maszyn osiągnięto 19,5 węzła przy 9600 KM). Normalny zapas węgla wynosił 550 t, a maksymalnie okręt mógł zabrać niemal dwa razy więcej paliwa, bo 1075 ton. Załoga okrętu składała się z 393 oficerów i marynarzy.
Krążownik był uzbrojony w pięć pojedynczych dział kal. 152 mm (6 cali), sześć dział kal. 120 mm (4,7 cala), sześć dział trzyfuntowych (47 mm), trzy wyrzutnie torped kal. 450 mm (18 cali) oraz dwa karabiny maszynowe. Pancerz pokładowy miał grubość od 38 do 76 mm (1,5 - 3 cale), wieża dowodzenia miała ściany grubości do 152 mm, a maszynownię chroniły płyty o grubości 152 mm. Działa artylerii głównej były chronione osłonami o grubości 76 mm.

## Służba
HMS „Eclipse” został wcielony do służby w Royal Navy 23 marca 1897 roku. Dowództwo okrętu objął captain P. W. Bush. W 1899 roku krążownik stacjonował w Indiach, będąc jednostką flagową admirała Daya Bosanqueta. Od 1901 roku krążownik służył w Chinach. Następnie skierowany został do rezerwy, stacjonując w Portsmouth do 1906 roku. W latach 1907–12 krążownik służył w Szkole Oficerów Marynarki Wojennej w Osborne, a w latach 1912-14 był częścią składową rezerwowej 3 Floty stacjonując w Portsmouth i Devonport. Na początku 1914 roku eskortował płynące do Australii pierwsze okręty podwodne RAN - HMAS AE1 i HMAS AE2.
W momencie wybuchu I wojny światowej HMS „Eclipse" (wraz z bliźniaczym HMS „Talbot”) wchodził w skład 12. Eskadry Krążowników, której zadaniem była ochrona żeglugi na zachodnich podejściach do kanału La Manche (tzw. Force "G"). 10 sierpnia 1914 roku okręt zatrzymał i zdobył niemiecki statek handlowy, a 10 września jego łupem padł kolejny statek. 
Od 1916 roku, jako jednostka pomocnicza, krążownik pełnił rolę okrętu-bazy dla marynarzy okrętów podwodnych. Okręt wycofano ze służby na przełomie 1918 i 1919 roku, a następnie sprzedano go na złom w sierpniu 1921 roku. 